# Gérard Depardieu
Pour les articles homonymes, voir Depardieu.
Gérard Depardieu  est un acteur, réalisateur et producteur de cinéma, de télévision et de théâtre français, né le 27 décembre 1948 à Châteauroux (Indre).
Il est également naturalisé russe en 2013, puis émirati en 2022. Il est aussi un homme d'affaires, notamment dans le domaine de la viticulture.
Révélé en 1974, avec Miou Miou et Patrick Dewaere, par le film Les Valseuses, il est depuis l'une des principales vedettes du cinéma français.
Considéré comme l'un des plus grands acteurs français de l'histoire, et l'un des plus grands acteurs au monde,, il tourne avec des cinéastes prestigieux, parmi lesquels les Français François Truffaut, Jean-Luc Godard, André Téchiné ou Alain Resnais, mais également des étrangers tels que Bernardo Bertolucci, Marco Ferreri, Andrzej Wajda, et alterne films d'auteur et divertissements populaires, tout en apparaissant également dans des films hollywoodiens durant les années 1990 (Green Card de Peter Weir, L'Homme au masque de fer de Randall Wallace).
Il est l'acteur favori des réalisateurs Maurice Pialat, Francis Veber, Alain Corneau et Bertrand Blier. Apparu dans plus de deux cents films, il est le deuxième acteur français ayant cumulé le plus d'entrées en France, derrière Louis de Funès. En 1981, il obtient son premier César du meilleur acteur pour son rôle dans Le Dernier Métro. L'un de ses plus grands succès en 1990 dans Cyrano de Bergerac lui vaut son deuxième César du meilleur acteur, le prix d'interprétation masculine du Festival de Cannes et une nomination à l'Oscar du meilleur acteur.
Au cours de sa carrière, il réalise trois longs-métrages : Le Tartuffe en 1984, Un pont entre deux rives, co-réalisé avec Frédéric Auburtin, en 1999, et le segment Quartier latin du film Paris, je t'aime, en 2006.
Il est le père des acteurs Guillaume et Julie Depardieu.
À partir de 2018, il est accusé de viols et d'agressions sexuelles par plusieurs femmes et il est mis en examen en 2020. En 2023 et 2024, de nouvelles accusations de viol et d'agressions sexuelles ainsi que la diffusion d'un reportage le concernant provoquent une véritable affaire Gérard Depardieu. En mai 2025, il est condamné en première instance à 18 mois de prison avec sursis pour agressions sexuelles par le tribunal correctionnel de Paris.

## Biographie

### Jeunesse
Gérard Depardieu est le troisième enfant de René Depardieu (plus connu dans son quartier sous le sobriquet de « Dédé » parce qu'il ne savait, dit-on, écrire que deux lettres), tôlier-formeur en carrosserie, Compagnon du devoir, et sapeur-pompier volontaire, père qu'il admire malgré sa violence, et d'Alice Marillier dite « La Lilette », mère au foyer, originaire de Saint-Lupicin, où ses grands-parents possèdent une petite fabrique de pipes. Pendant sa grossesse, sa mère tente de l'avorter illégalement, et Depardieu commentera que cet échec fit de lui quelqu'un « à l'affût de la vie ». Son père et sa mère naissent tous deux en 1923 et décèdent tous deux en 1988.
Gérard Depardieu grandit dans la misère dans un deux-pièces au 39, rue du Maréchal-Joffre, à Châteauroux, dans une famille de prolétaires au milieu de cinq frères et sœurs. Gérard aidera d'ailleurs sa mère pour les accouchements de ses frères et sœurs cadets,. Il peine à apprendre à lire, passe plus de temps dans la rue qu'à l'école[réf. souhaitée], qu'il quitte à l'âge de treize ans. Vers l’âge de dix ans, Depardieu se prostitue régulièrement auprès d’hommes adultes. Au cours d'une adolescence difficile, il se « débrouille », commet quelques vols et pratique la contrebande en tous genres (cigarettes, alcool), entre autres avec des GIs de l'importante base aérienne américaine de Châteauroux-Déols. À l’âge de 16 ans, il est condamné à une peine de 3 semaines de prison pour un vol de voiture. Il fait office également de garde du corps pour des prostituées qui descendent de Paris le week-end, le jour de paye des GIs,. Sa famille le surnomme « Pétard » ou « Pétarou », allusion à l'habitude qu'il a contractée de péter sans cesse, en tout lieu.
Son certificat d’études primaires en poche, il est embauché à douze ans comme apprenti dans une imprimerie du groupe de presse Centre France tout en participant à des combats de boxe clandestins,. Pour la saison 1965-1966, il signe une licence junior dans le club de football de la Berrichonne de Châteauroux, ce qui est contradictoire avec un départ de cette ville en 1964, après divers petits métiers, dont celui de plagiste à La Garoupe sur le Cap d'Antibes alors qu'il n'a que seize ans. En 1968, son meilleur ami d'enfance Jacky Merveille, autre caïd castelroussin, meurt dans un accident de voiture, et Gérard prend son destin en main.
Il est dispensé du service militaire par un psychiatre qui diagnostique une « hyperémotivité pathologique », dont il souffrirait depuis l'enfance,.

### Débuts d'acteur
En 1963, sur les conseils de Michel Pilorgé (fils d'un médecin berrichon), Gérard Depardieu monte avec lui à Paris où ils suivent ensemble des cours de comédie au Théâtre national populaire. Son manque de culture lui fait dévorer avec passion et avidité tous les grands textes classiques tout en suivant la thérapie du docteur Alfred Tomatis pour corriger ses difficultés d'élocution et sa mémoire déficiente. Il fait ses débuts devant la caméra en 1965 dans le court-métrage de Roger Leenhardt Le Beatnik et le Minet, mais sa voix y est doublée car il parle toujours mal. Il suit au théâtre Édouard VII — en même temps que Claude Jade et Alain Doutey — les leçons de Jean-Laurent Cochet qui le prend sous son aile. À cette époque, il rencontre Élisabeth Guignot, fille de polytechnicien, qu'il épouse le 11 avril 1970 à la mairie de Bourg-la-Reine. Son épouse lui fait découvrir le monde de la bourgeoisie ; elle le présente à Agnès Varda et à son mari Jacques Demy chez qui il est baby-sitter pour gagner de l'argent.
En 1970, Michel Audiard lui procure un petit rôle dans Le Cri du cormoran le soir au-dessus des jonques. Il joue également un petit rôle dans le film Un peu de soleil dans l'eau froide (1971) de Jacques Deray. Il joue dans plusieurs pièces de théâtre à Paris, notamment dans deux pièces mises en scène par Claude Régy ; c'est là que Marguerite Duras le remarque et lui offre un rôle en 1972 dans Nathalie Granger et un autre l'année suivante dans La Femme du Gange. La même année, Pierre Tchernia lui offre un petit rôle de gangster avec quelques belles répliques dans Le Viager, aux côtés de Michel Serrault.

### Ascension et succès en France

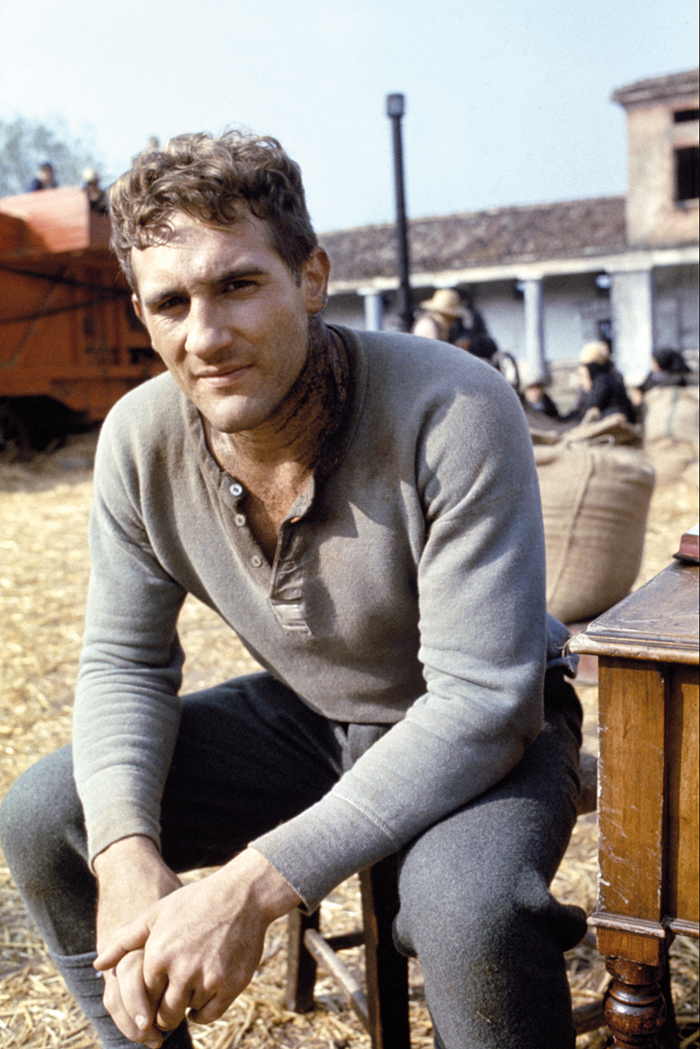
Gérard Depardieu sur le tournage du film 1900 (1976).

C'est en 1974 que Gérard Depardieu est pleinement révélé au grand public : son rôle de « gentil » voyou en cavale dans Les Valseuses de Bertrand Blier, aux côtés de Patrick Dewaere et de Miou-Miou, est un succès doublé d'un scandale en raison des dialogues crus et de la sexualité étalée des personnages. Cette même année, il reçoit le prix Gérard-Philipe de la ville de Paris.
Dans les années 1970, depuis Les Valseuses, la profession considère Gérard Depardieu et Patrick Dewaere comme des alter ego. Plusieurs réalisateurs et producteurs, pensent systématiquement à l'un ou l'autre durant cette période, comme s'ils étaient interchangeables. Bertrand Blier estime toutefois que Dewaere est « suiveur » par rapport à Depardieu. Par exemple, le réalisateur Claude Sautet pense à Depardieu lors de l'écriture de Un mauvais fils mais confie le rôle à Dewaere, estimant « qu'il manque à Gérard, quelque chose d'angélique et d'enfantin ». Inversement, Patrick Dewaere doit initialement jouer à la place de Depardieu dans Buffet froid de Bertrand Blier car à cette période, il a obtenu plus de succès en salle que son ami et les producteurs ont tenté de l'imposer, sans succès. De 1974 à 1979, Dewaere reste prioritaire devant Depardieu dans le choix des producteurs de films français car selon le journaliste Marc Esposito, ils le trouvent « plus sympathique et plus beau que Depardieu, jugé trop bizarre, trop inquiétant. En 1980, la situation s'est brutalement inversée, à jamais ».
Avec humour, Depardieu déclare lors d'une interview : « Avec Dewaere, c'est bien et c'est pas cher. Avec Depardieu, c'est plus cher et c'est pas mieux ». Dewaere est d'ailleurs obsédé par cette compétition avec Depardieu, qu'il surnomme « le gros ». Cette concurrence prendra subitement fin le 16 juillet 1982 avec le suicide de Patrick Dewaere. Depardieu est marqué par le décès soudain de son rival et ami envers qui il rédigera une lettre post-mortem en 1988.

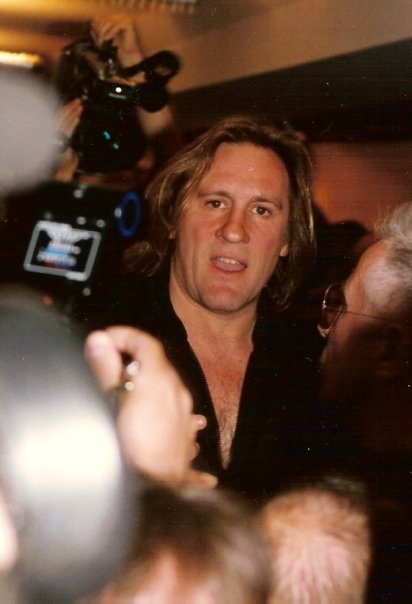
Gérard Depardieu au Festival de Cannes 1994.

En 1975, il se libère du rôle étriqué de voyou grâce au succès de Sept morts sur ordonnance de Jacques Rouffio. Vient ensuite la période des grands réalisateurs italiens : Bernardo Bertolucci l'engage dans sa fresque historique 1900, où il partage la vedette avec Robert De Niro, et Marco Ferreri le dirige dans Rêve de singe et La Dernière Femme, film provoquant dans lequel son personnage s'émascule avec un couteau électrique. Depardieu impressionne pour son aisance à changer d'univers et aussi pour l'éventail de son registre. Il tourne en effet dans des films aussi différents que Le Camion (1977) de Marguerite Duras, Barocco (1976) d'André Téchiné, La Femme gauchère (1978) de Peter Handke et Inspecteur la Bavure (1980) de Claude Zidi.
Tout en restant fidèle à Bertrand Blier (Tenue de soirée, Trop belle pour toi), Depardieu élargit son répertoire auprès d'autres grands noms du cinéma d'auteur français, en refusant de s'enfermer dans un genre ou un personnage précis :
- Maurice Pialat le fait tourner dans quatre films, dont les très remarqués Police qui lui vaut un prix d'interprétation à la Mostra de Venise 1985 et Sous le soleil de Satan, récompensé par la Palme d'or au Festival de Cannes 1987 ;
- Alain Resnais lui confie le rôle de l'un des « cobayes » dans Mon oncle d'Amérique et le réengage dans I Want to Go Home ;
- François Truffaut lui propose à la même époque des rôles d'amoureux passionné : La Femme d'à côté, au côté de Fanny Ardant et auparavant Le Dernier Métro avec Catherine Deneuve, succès commercial qui lui vaut le César du meilleur acteur en 1981.

Francis Veber l'illustre parallèlement dans des comédies de type buddy movie à la française en formant un tandem gagnant avec Pierre Richard : La Chèvre en 1981, Les Compères en 1983 et Les Fugitifs en 1986.
En 1981, il est choisi par John Travolta pour être sa voix française dans Blow Out, réalisé par Brian De Palma.
On le retrouve également dans des films en costumes, où il incarne plusieurs personnages historiques ou issus de la littérature française :
- Le Retour de Martin Guerre de Daniel Vigne (1982), qui lui donne sans doute un certain goût pour ce type de rôle ;
- Danton d'Andrzej Wajda (1982), dans lequel il endosse le rôle-titre du célèbre jacobin opposé à Robespierre ;
- Jean de Florette (1986) de Claude Berri, réalisateur qu'il retrouve dans les films d'époque Uranus (1990) et Germinal (1994) ;
- Camille Claudel (1988) de Bruno Nuytten dans le rôle de Rodin ;
- Cyrano de Bergerac (1990) de Jean-Paul Rappeneau où son interprétation tonitruante et pleine d'allant du célèbre personnage de la pièce d'Edmond Rostand lui vaut un nouveau César, une palme cannoise et une nomination à l'Oscar du meilleur acteur, ainsi qu'une critique et un public conquis ;
- Tous les matins du monde (1991) d'Alain Corneau, qui l'avait déjà dirigé dans le polar Le Choix des armes et la fresque épique Fort Saganne et lui offre ici le rôle de Marin Marais aux côtés de son fils Guillaume Depardieu et de Jean-Pierre Marielle en Jean de Sainte-Colombe ;
- 1492 : Christophe Colomb de Ridley Scott (1992) ;
- Le Colonel Chabert (1994) d'Yves Angelo ;
- L'Homme au masque de fer (1998) dans le rôle de Porthos ;
- Vatel (2000), de Roland Joffé, dans le rôle de François Vatel, intendant et maître d'hôtel du Grand Condé ;
- Blanche (2002) dans le rôle de D'Artagnan ;
- La Femme mousquetaire (2002) dans le rôle de Mazarin.

Il s'essaie par ailleurs à la réalisation avec Le Tartuffe en 1984, adapté de la pièce de Molière ; il réédite l'expérience par trois fois, avec Un pont entre deux rives en 1999 (aux côtés de Frédéric Auburtin), un segment de Paris, je t'aime en 2006, et La Voix des Steppes en 2014 (aux côtés de Ermek Chinarbaev).
En 1986, il joue au Zénith de Paris dans la comédie musicale Lily Passion auprès de Barbara, avec qui il développe une relation de travail et d'amitié.

### Succès américain perturbé

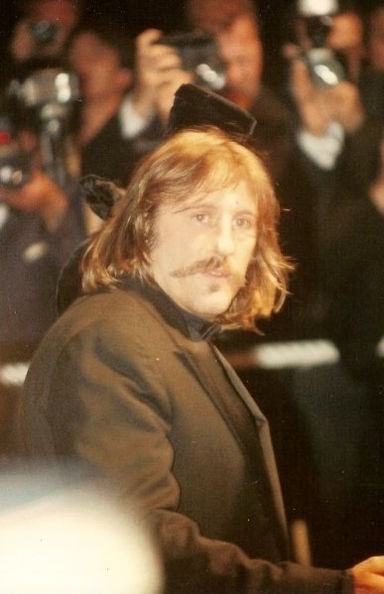
Gérard Depardieu au festival de Cannes 1989, arborant les moustaches et la coiffure de Cyrano de Bergerac, qu'il tourne au même moment.

Au début des années 1990, après notamment le succès de Cyrano de Bergerac, sa notoriété s'étend et le cinéma américain lui propose des premiers rôles comme dans Green Card de Peter Weir avec Andie MacDowell (1990). Sa prestation lui vaut, en janvier 1991, le Golden Globe du meilleur acteur de comédie.
Sa carrière américaine est pratiquement stoppée net avec le scandale provoqué par la parution, en février 1991, d'une interview (conduite en français) dans le magazine américain Time : selon la version publiée, Gérard Depardieu raconte avoir participé à un viol à Châteauroux alors qu'il était âgé de neuf ans ; mais selon Allociné, le journaliste du Time utilise le mot anglais assisted, qui signifie « prendre part » ou « aider », au lieu du mot attended, qui veut dire « assister à », « observer »,,. Alors que Time prétend qu'il a bien acquiescé à la question de savoir s'il a participé à des viols, Gérard Depardieu dément et reconnaît seulement en avoir observé,.
La question du journaliste du Time à l'origine de la réponse polémique renvoie à une interview à Film Comment (en) de 1978 passée inaperçue, dans laquelle Gérard Depardieu évoquait son enfance passée dans la rue et révélait avoir participé à plusieurs viols, ajoutant qu'« il n'y avait rien de mal à cela », que « les filles voulaient être violées » et qu'« il n'y a jamais eu véritablement de viol », expliquant : « Il s'agit seulement d'une fille qui se met elle-même dans la situation dans laquelle elle veut être. La violence n'est pas commise par ceux qui passent à l'acte, mais par les victimes, celles qui permettent que cela arrive ». Time relève que « de nombreuses femmes américaines ont été choquées par l'attitude blasée de l'acteur envers les événements peu recommandables de son passé », tandis qu'« en France, où le sexe est traité avec plus de désinvolture et où les personnalités publiques sont davantage protégées par la presse, le brouhaha était considéré comme un autre exemple de la pudeur américaine ». Selon Le Soir, « c'est autant le passé peu glorieux de Gérard Depardieu que son absence de repentir, tels qu'ils apparaissent dans l'article du Time, qui ont choqué le public américain ». Le ministre de la Culture Jack Lang fustige un « coup bas contre l'un de nos grands acteurs » ; Jacques Attali, ancien conseiller du président François Mitterrand, évoque « une diffamation ignoble avec un coût financier élevé ».

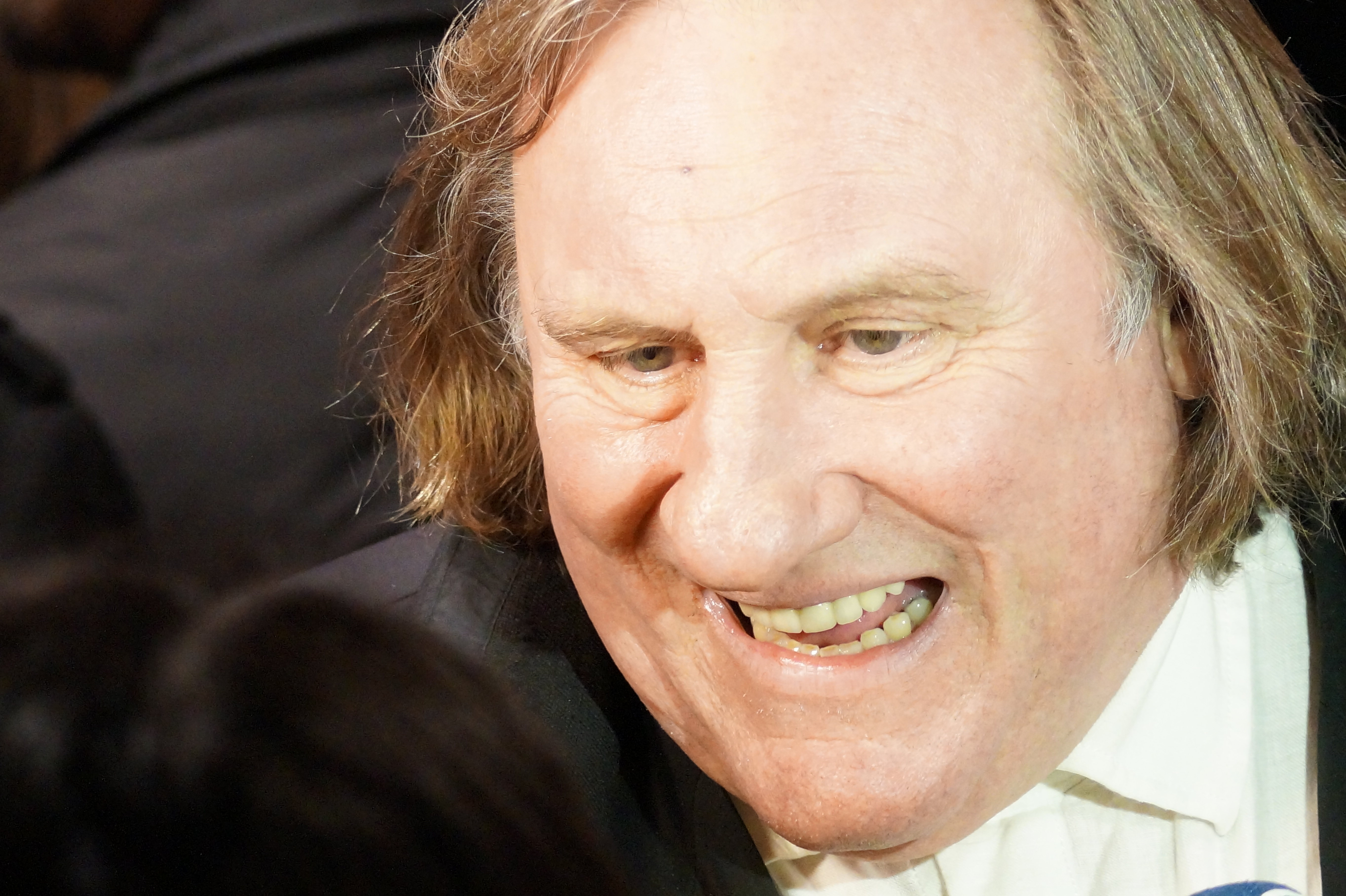
Gérard Depardieu en 2015.

Ce scandale ôte à Gérard Depardieu toutes chances d'obtenir, en 1991, l'Oscar du meilleur acteur pour son rôle dans Cyrano, distinction pour laquelle il partait favori selon Allociné — après avoir déjà reçu le Prix d'interprétation masculine du Festival de Cannes et le César du meilleur acteur —, et qui échoit à Jeremy Irons pour son rôle dans Le Mystère von Bülow, réalisé par Barbet Schröder. Il n'assiste pas à la cérémonie, étant en plein tournage à l'île Maurice. De son côté, Time affirme qu'« en fait, Depardieu a toujours eu peu de chances de gagner l'Oscar », soulignant que personne n'a jamais remporté le prix du meilleur acteur pour un rôle non anglophone.
Gérard Depardieu obtient cependant encore trois rôles dans des films hollywoodiens au cours des années 1990 : le rôle titre de 1492 : Christophe Colomb (1992), Bogus face à Whoopi Goldberg (1996) et celui de Porthos dans L'Homme au masque de fer (1998).

### Poursuite au premier plan dans le cinéma français
En 1993, il tourne sous la direction de Jean-Luc Godard dans Hélas pour moi. Il multiplie également les succès publics dans des films à vocation populaire, en incarnant par exemple un père dépassé dans Mon père, ce héros de Gérard Lauzier, un patron de cabaret pris dans un engrenage mafieux dans Les Anges gardiens de Jean-Marie Poiré, le héros de bande dessinée Obélix dans Astérix et Obélix contre César de Claude Zidi et Astérix et Obélix : Mission Cléopâtre d'Alain Chabat ou encore un antihéros naïf et ingénu dans Le Placard et Tais-toi ! de Francis Veber. Il participe également à des téléfilms ambitieux réalisés par Josée Dayan tels Le Comte de Monte-Cristo, Balzac et Les Misérables dans lequel il incarne Jean Valjean. En 2000, il est en tête d’affiche du film Vatel, face à Uma Thurman et Tim Roth ou encore Arielle Dombasle, qui est un échec commercial. Il apparait également en second méchant dans le film 102 Dalmatiens chez Disney aux côtés de Glenn Close, qui joue Cruella.
Son rôle de commissaire ripou désabusé et fatigué dans 36 quai des Orfèvres (2004) d'Olivier Marchal est salué par la critique. Star incontournable du cinéma français, il est parallèlement sollicité pour former un tandem avec ses complices et amies Isabelle Adjani (Bon Voyage de Rappeneau) et Catherine Deneuve (Les Temps qui changent de Téchiné).
En 2004, il est le sujet d'une controverse quand on annonce qu'il joue au théâtre avec une oreillette, ce qui serait dû à ses accidents de moto,.
Depardieu reprend en 2005 un rôle immortalisé par Michel Simon dans Boudu sauvé des eaux dans un remake réalisé par Gérard Jugnot : Boudu.
Il reçoit en 2006 un accueil de la critique et du public très favorable pour son interprétation de chanteur de bal populaire auvergnat dans Quand j'étais chanteur de Xavier Giannoli où il manifeste une sobriété et une nuance de jeu inattendues.

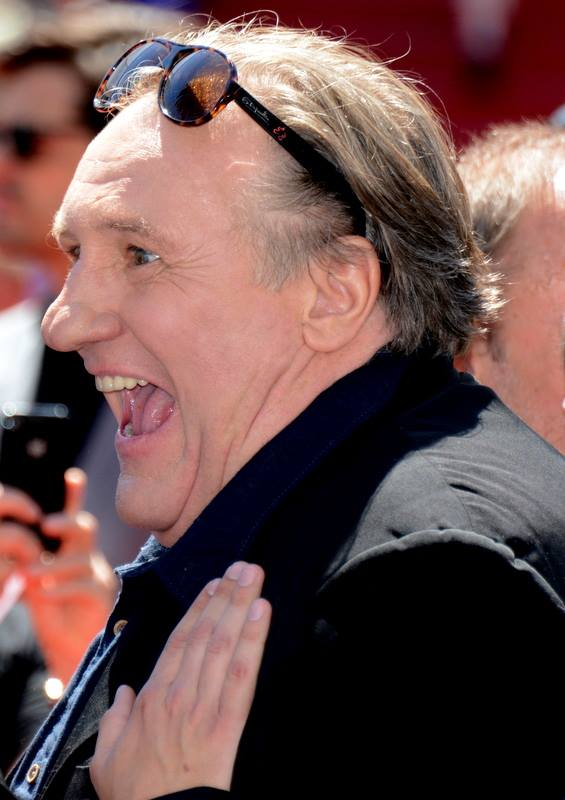
Gérard Depardieu au festival de Cannes 2015.

En 2008, il redevient Obélix pour la troisième fois dans Astérix aux Jeux olympiques puis apparaît dans Disco de Fabien Onteniente, Babylon A.D de Mathieu Kassovitz et L'Instinct de Mort de Jean-François Richet. En 2009, il tient le premier rôle de Bellamy, mis en scène par Claude Chabrol, accepte une participation amicale dans Coco de et avec Gad Elmaleh et retrouve Xavier Giannoli dans À l'origine. L'année suivante, il partage le haut de l'affiche, avec Benoît Poelvoorde, de L'Autre Dumas.

### Succès commerciaux des années 2010
En 2010, il joue dans La Tête en friche de Jean Becker et surprend à nouveau critique et public en interprétant un ouvrier à la retraite, devant reconstituer sa carrière dans le très décalé Mammuth, réalisé par le duo grolandais Benoît Delépine et Gustave Kervern. Il s'affiche ensuite, auprès de Catherine Deneuve et de Fabrice Luchini, dans Potiche de François Ozon où il incarne un député-maire communiste des années 1970, aussi impétueux que romantique. Il interprète par ailleurs un homme atteint de la maladie d'Alzheimer dans le thriller de Bruno Chiche Je n'ai rien oublié. En 2012, il endosse une quatrième et dernière fois le rôle d'Obélix dans Astérix et Obélix : Au service de Sa Majesté. Le film est un succès, engendrant plus de 3 820 404 entrées et obtient de bonnes critiques,,.
Dans le film Welcome to New York d'Abel Ferrara, sorti le 17 Mai 2014 , il incarne à l'écran Dominique Strauss-Kahn, l'ancien directeur général du FMI, accusé de viol lors de l'affaire du Sofitel de New York. Gérard Depardieu déclare : « Parce que je ne l'aime pas, donc je vais le faire. […] Il n'est pas aimable, je pense qu'il est un peu comme tous les Français, un peu arrogant. Je n'aime pas trop les Français, d'ailleurs, surtout comme lui. […] Il est arrogant, il est suffisant, il est…, il est jouable »,. Au mois d'avril 2017 la chaine italienne Rai 1 invite l'acteur à se produire sur l'émission Ballando con le stelle,,. La comédienne Clotilde Courau et le comédien Christophe Lambert avaient été invités par le passé.
En 2015, il surprend tout le monde via sa participation au 1er épisode de la série événement Capitaine Marleau, qui fait plus de 3.73 millions de téléspectateurs sur France 3 en Prime-Time, soit 15,3 % de part d'audience.
Il côtoie en 2017 Catherine Deneuve dans Bonne Pomme, qui obtient bonne presse et est un succès au box-office.
En 2018, il retrouve Daniel Auteuil pour la sixième fois à l’occasion de la comédie Amoureux de ma femme adapté d’une pièce du dramaturge Florien Zeller. Il y interprète le nouveau petit ami de l’actrice espagnole Adriana Ugarte tandis que Sandrine Kiberlain complète la distribution. Le film est reçu assez froidement par la critique. Il joue la même année un politique manipulateur qui souhaite devenir maire de la ville de Marseille dans la série du même nom aux côtés de Benoit Magimel. La série reçoit des critiques catastrophiques et se trouve annulée après deux saisons par Netflix qui en assurait la diffusion et la production. La même année, la réalisatrice Maïwenn envisage de lui confier le rôle du roi Louis XV dans son film en costume : Jeanne du Barry. Peu emballé par le projet, ce dernier refuse le rôle qui reviendra finalement à l'acteur américain Johnny Depp. Il prête aussi sa voix en version originale et française au film d’animation américain acclamé par la critique : Stubby, basé sur l'histoire de Stubby, le chien de guerre le plus décoré de la Première Guerre mondiale.

### Déclin durant la décennie 2020
L’année 2020 est uniquement portée par le récit dramatique Des hommes, auquel il partage l’affiche avec Catherine Frot et Jean-Pierre Darroussin, dont l’histoire est racontée à deux voix : celle de Rabut et celle de Bernard, cousins et anciens appelés de la guerre d'Algérie,. Le film, sélectionné en compétition officielle à Cannes, a reçu le label du Festival de Cannes 2020 et est un succès au box office avec 1 310 180 $ de recettes.
2021 se voit d’abord emmenée par sa participation dans six épisodes de la série Un homme d'honneur, tenue par Kad Merad, qui est diffusée du 22 mars au 5 avril 2021 sur TF1. Plus tard, il rejoint la distribution du film Robuste, qui est sélectionné dans le cadre de la Semaine de la critique au festival de Cannes 2021,,. Il s’immisce ensuite dans la comédie Mystère à Saint-Tropez ou il retrouve Christian Clavier, Benoît Poelvoorde et Thierry Lhermitte,. Ensuite, il est au casting de Illusions perdues, adaptation du roman du même nom d'Honoré de Balzac, qui est un succès à sa sortie, réalisant 441 695 entrées en deux semaines, 750 000 en un mois, et avec des prévisions totales au-delà du million. Il est aussi présent dans Adieu Paris de Édouard Baer, comprenant Pierre Arditi, Benoît Poelvoorde, François Damiens et Bernard Le Coq,.
Il débute l’année 2022 avec Irréductible de et avec Jérôme Commandeur, qui se place en tête du box-office, en réalisant 73 704 entrées, dont 35 654 en avant-première, pour 616 copies. Il poursuit en tête d’affiche de la comédie Maison de retraite, aux côtés de Kev Adams, sorti en salles le 21 Janvier en 2022. Le film s’érige en seconde position du box-office. Il occupe la 1ere place de Umami, présenté en avant-première au festival Premiers Plans d'Angers 2022, qui stagne à la 4eme meilleure place au Box-office. Un peu plus tard, le 23 février, il incarne le commissaire Maigret dans le film Maigret de Patrice Leconte. Pour son premier jour d'exploitation au box-office français, le film se place en tête du classement des nouveautés avec 57 941 entrées, dont 19 800 en avant-première, pour 585 copies. Le 24 août 2022, il est l'acteur principal dans Les Volets verts, adaptation cinématographique du roman du même nom de Georges Simenon publié en 1950. Le long-métrage grimpe au second rang du classement des nouveautés sorties ce jour. Il finit l’année en jouant Nostradamus, dans deux épisodes de la mini-série événement Diane de Poitiers, ayant comme rôle titre Isabelle Adjani.
L'année suivante, à l'occasion de la sortie du film d'époque Jeanne du Barry, qui retrace l'existence de la dernière favorite du roi Louis XV, l'actrice et réalisatrice Maïwenn révèle que le comédien était son premier choix pour incarner Louis XV sur grand écran. Le comédien refuse le rôle.Le rôle échoit à l'acteur américain Johnny Depp.

#### 2023-2024: amplification de l'affaire Depardieu et conséquences sur sa carrière
Le 7 décembre 2023, un numéro spécial du magazine télévisé Complément d'enquête, sous-titré La Chute de l'ogre, met en lumière les différentes accusations visant l'acteur ainsi qu'un comportement jugé malsain lors de son voyage en Corée du Nord pour les 70 ans du régime nord-coréen ; selon les médias et son ancien agent artistique Jean-Louis Livi, cette enquête télévisée signe le début de son déclin cinématographique. Parallèlement à un documentaire consacré à la Corée du Sud et à la Corée du Nord, initié depuis l'année 2012, Yann Moix prépare depuis septembre 2018 un film consacré à Depardieu, intitulé 70 sur les tribulations de celui-ci à Pyongyang,. Toutefois, ce documentaire constitué de 18 heures de rushes, ne sera pas diffusé ; pourtant, l'écrivain et réalisateur Yann Moix prend certaines distances avec ces extraits vidéo en décembre 2023, indiquant qu'il n'aurait pas autorisé leur diffusion. Dans les jours suivant la diffusion de Complément d'enquête, de nombreuses structures et institutions prennent leur distance avec Depardieu. Ainsi, France Télévisions annonce réfléchir désormais à la diffusion de films où il joue. La ministre de la Culture indique qu'une procédure disciplinaire va être engagée en vue d'un éventuel retrait de la Légion d'honneur. Le musée Grévin annonce de son côté retirer sa statue de cire.
En Suisse, la Radio télévision suisse, chaîne du service public, décide de suspendre la diffusion des films avec Gérard Depardieu quand il tient un des rôles principaux.
En avril 2024, les journalistes Samuel Blumenfeld et Raphaëlle Bacqué publient l'ouvrage Une affaire très française (Albin Michel), une enquête sur la chute de Depardieu. Blumenfeld estime que ce dernier "ne tournera plus jamais". Le 20 mai, le producteur autrichien Jürgen Pichler annonce que Depardieu sera à l'affiche d'un film intitulé Agents de voyage (Travel Agents, en anglais). Les agents de l'acteur démentent l'information. En octobre 2024, un rapport d’huissier confirme des propos obscènes tenus par Depardieu durant son voyage en Corée du Nord, contredisant les versions de Yann Moix et de la famille de Gérard Depardieu qui avaient accusé France Télévisions de manipulations au montage. Le même mois, Le Journal du dimanche indique avoir pu consulter les procès verbaux des trois protagonistes à l'origine du reportage de Complément d'enquête et affirme que « la preuve de la manipulation est désormais irréfutable ». Le journal, fort de ces témoignages, soutient qu'il y a eu manipulation lors la scène du haras, où Depardieu aurait tenu des propos graveleux au moment où une petite fille apparait à l'écran sur un poney. Le témoignage du monteur de l'émission, lors de son audition sous serment en janvier 2024, atteste que « la caméra n'était pas braquée sur Gérard Depardieu », ce qui, selon ce média, tend à confirmer les doutes affichés par le réalisateur Yann Moix au lendemain de la diffusion sur France 2 et que l'authenticité des images montrant Depardieu avec l'enfant étaient sujettes à caution, en cela qu'elles auraient pu être tournées à des moments différents sans relation avec les paroles entendues. Les rushes semblaient ensuite avoir disparus, quand en mai 2024 le tribunal avait exigé leur remise pour éclairer l'état de fait, ce qui ajoute aux doutes conclut l'article,.
En février 2025, Libération diffuse sur son cite des images inédites des propos choquants tenus par Depardieu et Moix en Corée du Nord.
Le procès de l'acteur pour des faits d’agression sexuelle qui devait débuter le 28 octobre devant le tribunal correctionnel de Paris est, pour des raisons de santé de l'acteur, reporté au 24 et 25 mars 2025,. Le 13 mai 2025, il est condamné à 18 mois de prison avec sursis, une peine d'inéligibilité de deux ans à une inscription au fichier des auteurs d’infractions sexuelles,. Son avocat, Jérémie Assous, annonce que l’acteur interjette appel.

### Vie privée

#### Famille d'acteurs

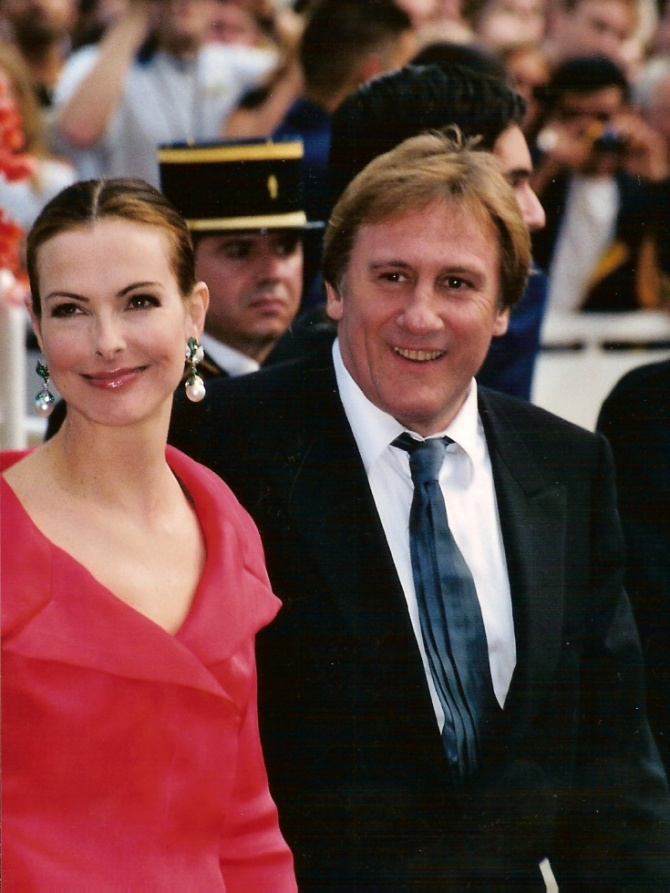
Gérard Depardieu avec Carole Bouquet au festival de Cannes 2001.

Le 11 avril 1970, Gérard Depardieu épouse l'actrice Élisabeth Guignot, avec qui il a deux enfants, Guillaume (1971-2008) et Julie née en 1973, qui deviennent tous deux acteurs. Séparés en 1992, ils divorcent en 2006 après quatorze années de procédure. Le 28 janvier 1992, il a une fille, Roxane, avec Karine Silla. De 1996 à 2005, il entretient une relation avec l'actrice Carole Bouquet. De 2001 à 2006, il est en couple avec Hélène Bizot, fille de l'anthropologue François Bizot, avec qui il a un fils, né le 14 juillet 2006, prénommé Jean en hommage à son ami Jean Carmet (mort en 1994).
À partir de 2005, Gérard Depardieu vit avec Clémentine Igou (née en 1977), une ancienne étudiante en littérature de Harvard, responsable du marketing d'un domaine viticole en Toscane.
Depuis 2017, Gérard Depardieu serait en couple avec Magda Vavrusova.

#### Santé
Le 18 mai 1998, il a un accident de moto avec 2,5 g/l d'alcool dans le sang sur la route le menant au tournage d'Astérix et Obélix contre César, de Claude Zidi. Quarante jours d'arrêt de travail lui sont prescrits.
En 2000, il subit un quintuple pontage coronarien.
En 2012, il est heurté par une voiture alors qu'il circulait à scooter à Paris. La même année, en état d'ébriété avec 1,8 g/l d'alcool dans le sang, il a de nouveau un accident de scooter, sans blessure et sans collision avec un tiers. Depuis les années 2000, l'acteur a subi au moins sept accidents à moto ou à scooter.
Dans sa lettre ouverte à Jean-Marc Ayrault parue dans Le Journal du dimanche du 15 décembre 2012, qu'il a écrite au sujet de son exil fiscal, Gérard Depardieu évoque sans complexe ses ennuis de santé :

« Je ne jette pas la pierre à tous ceux qui ont du cholestérol, de l’hypertension, du diabète ou trop d’alcool ou ceux qui s’endorment sur leur scooter, je suis un des leurs, comme vos chers médias aiment tant à le répéter. »

— Lettre à Jean-Marc Ayrault parue dans Le Journal du dimanche du 15 décembre 2012

#### Autres activités, revenus, patrimoine
En 1983, il crée la société DD Productions. Le dernier chiffre d'affaires publié de celle-ci est celui de 2013, qui est de 77 000 €, avec une perte de 75 000 euros.
En 1988, il est le troisième acteur français le mieux payé, avec des cachets estimés entre deux et cinq millions de francs par film. Ses cachets américains dans les années 1990 auraient été colossaux, avec apparemment 15 millions pour 1492 : Christophe Colomb et 17 millions de francs pour Bogus.
Il possède des vignobles dans la zone d'appellation viticole AOC des Coteaux-du-layon au château de Tigné en Anjou depuis 1989, sur l'île de Pantelleria en Italie, au Maroc et 150 hectares à Tlemcen en Algérie avec le milliardaire algérien Rafik Khalifa, son ami. En 2001, Depardieu s'associe avec l'homme d'affaires Bernard Magrez pour créer la société « La Clé du Terroir » et acquérir et promouvoir de nouveaux domaines viticoles. Il a également investi dans de grands restaurants (Paris, Canada et Roumanie), ainsi que dans un hôtel, une brasserie, une cave-restaurant et une poissonnerie, tous situés rue du Cherche-Midi à Paris. Il est aussi producteur via la société de production DD Productions créée dès 1983 avec des administrateurs tous membres de sa famille,. En 1999, il a investi plusieurs millions de francs dans l'exploration pétrolière à Cuba.
En 2005, il crée à Nîmes le festival Un Réalisateur dans la Ville, parrainé par Carole Bouquet et Jean-Claude Carrière. Ce festival de cinéma met à l'honneur chaque été un réalisateur invité à venir projeter cinq de ses films.

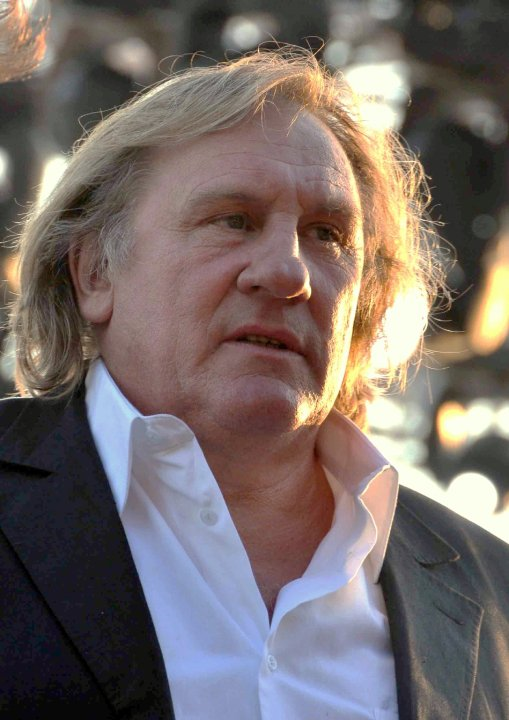
Gérard Depardieu au Festival de Cannes 2010.

Selon le classement annuel établi par Le Figaro en 2003, la rémunération de Gérard Depardieu pour 2002 est de 2,04 millions d'euros (hors télévision et théâtre). Depardieu est l'acteur français le mieux payé en 2005 avec 3,2 millions d'euros de gains estimés, soit environ 800 000 euros pour chacun de ses films sortis en 2005. En 2004, dans ce même classement, il était troisième avec des gains quasiment équivalents (3,35 millions). En 2008, il est encore l'acteur le mieux payé du cinéma français avec 3,54 millions d'euros.
Une partie des revenus de l'acteur provient de la publicité. Dans les années 1990, il touche sept millions de francs pour une campagne de promotion des sauces Barilla sous la caméra de David Lynch. Il fait une autre publicité pour Senoble. Depuis l'acteur a fait la promotion pour d'autres entreprises telles que Crédit Agricole, la marque de montres Cystos ou encore Armavia.
En 1994, il achète, dans la rue du Cherche-Midi (6e arrondissement de Paris), l'hôtel de Chambon, qu'il fait entièrement rénover et aménager par l'architecte Guillaume Trouvé. Plusieurs artistes et décorateurs contribuent à ce chantier, dont Bernard Quentin et Jacques Garcia. Gérard Depardieu y emménage en 2003, puis le met en vente en 2012 pour un montant de 50 millions d'euros,,.
Parallèlement, il envisage au début des années 2000 de racheter avec Carole Bouquet l'hôtel de luxe Le Cheval Blanc situé face aux arènes de Nîmes, fermé depuis quelques années après avoir été confié à Régine dans les années 1990.
En 2011, il aurait vendu à Trouville à la fin de l'été sa villa entourée d'arbres fruitiers et de pins centenaires, cette résidence normande le "Lierremont", ancienne propriété de Henry Le Court étant occupée surtout par son ex-femme, pour aussitôt en construire une autre recouverte partiellement de cèdre rouge, sur une partie du parc du Lierremont. Cette nouvelle villa de 242 m2 au sol (750 m2 sur trois niveaux) est entourée d'un immense terrain,.
En décembre 2012, selon le quotidien économique américain The Wall Street Journal, son patrimoine est évalué à 120 millions de dollars. Dans le palmarès 2012 du Figaro, il apparaît comme le deuxième acteur français le mieux payé avec 2,3 millions d'euros de revenus.
Fin 2012 et courant 2013, il investit dans des établissements gastronomiques en Belgique, non loin de la frontière française, à Tournai et à Néchin. Il est également devenu propriétaire d'une agence immobilière, qu'il compte agrandir en ouvrant des franchises en Belgique et en France.
Il entretient des amitiés avec de nombreux chefs d'entreprise, dont l'entrepreneur belge Pierre Louvrier.
Il a fondé en Russie une société avec le statut d'auto-entrepreneur, et en plus du cinéma, il dit également avoir sur place des activités dans le commerce, la restauration, l'immobilier, le tourisme.
En 2021, après des succès rencontrés à l'étranger, Gérard Depardieu décide de lancer sur le marché français sa vodka premium, qui se caractérise par des notes de seigle et de blé grillés.
Début 2022, l'acteur révèle dans un entretien à L'Obs qu'il souhaite vendre son hôtel parisien ainsi que ses vignes, sans abandonner le cinéma français et les tournages pour autant.

## Croyances religieuses
En 1967, assistant à l’un de ses concerts, il est ému par la voix de la chanteuse égyptienne Oum Kalthoum. Il se convertit à l'islam et fréquente assidûment la Grande Mosquée de Paris pendant deux ans.
Gérard Depardieu éprouve une grande admiration pour saint Augustin, dont il a récité des textes dans des églises. Il a rencontré Jean-Paul II lors du jubilé de l'an 2000, moment où l'évêque d'Hippone fut évoqué. Le cardinal Poupard lui a suggéré de faire un film sur cet homme. Le 11 février 2003, il donne une lecture publique des Confessions de Saint Augustin à la cathédrale Notre-Dame de Paris, le 25 mai 2003 au temple protestant de l'Oratoire du Louvre puis le 23 novembre 2005 à la basilique Notre-Dame de Montréal.
En septembre 2020, il se convertit au christianisme orthodoxe et est baptisé chrétien orthodoxe lors d’une cérémonie en la cathédrale Saint-Alexandre-Nevsky, à Paris.

## Engagements politiques

### François Mitterrand
Soutien de la gauche durant de longues années, Gérard Depardieu s'engage dans le « Mouvement individuel, énervant et indépendant pour la réélection de François Mitterrand » en décembre 1987. L'acteur est en couverture du quotidien Le Matin de Paris en 1988, appelant le président sortant à se représenter avec l'appel en titre, « Mitterrand ou jamais ».

### Parti communiste français
En 1993, il soutient publiquement une première fois le Parti communiste français, puis en 2002, il participe financièrement à la souscription pour refinancer le PCF. Parmi ses autres engagements, il s'engage pour le candidat des Verts, Jacques Boutault, aux élections municipales de 2008 de Paris. En 2010, Gérard Depardieu soutient le président de la région Languedoc-Roussillon, Georges Frêche – radié du Parti socialiste –, au moment où celui-ci est attaqué. L'acteur se rend d'ailleurs à ses obsèques et lui rend publiquement hommage en octobre 2010,.

### Noël Mamère
En 2002, il critique Noël Mamère, député-maire écologiste de Bègles, qui refuse d'assister à un match de rugby girondin en raison de la présence de l'homme d'affaires Rafik Khalifa, qu'il accuse d'avoir fait fortune grâce aux généraux algériens et d'être corrompu. Ami de longue date de Khalifa, Depardieu taxe Mamère de « racisme » et de « fascisme », ajoutant qu'« il a peut-être chié dans son froc en velours » et qu'« il devrait être chassé de son parti car Les Verts sont plus intelligents que lui »,.

### Nicolas Sarkozy
Lors de la campagne présidentielle de 2007, Depardieu apporte publiquement son soutien à Nicolas Sarkozy, déclarant dans un entretien accordé à Paris Match qu'il « est le seul homme politique capable, qui fait le boulot et travaille vraiment », ajoutant que tous les autres sont « ridicules ». « Aujourd'hui, ce que veulent les jeunes, c'est bosser », estime-t-il.
Il critique les syndicats lors de leur opposition à la réforme des retraites en 2010 mise en place par Nicolas Sarkozy et Éric Woerth. Dans un entretien publié par Le Journal du dimanche le 19 avril 2010, il déclare : « La politique ne m’intéresse pas. Ce n’est qu’une basse-cour avec des poules et des coqs qui se chient dessus ».
À l'élection présidentielle de 2012, il soutient à nouveau la candidature de Nicolas Sarkozy. L'acteur assiste en effet au meeting de Villepinte en mars de la même année. Invité à prendre la parole, il déclare : « Depuis que ce nouvel ami qu'est Nicolas Sarkozy est au pouvoir, je n'entends que du mal alors qu'il ne fait que du bien ! ». Il signe également une tribune pour dénoncer le déni de démocratie dont serait victime Nicolas Sarkozy.

### Cuba
Il se dit l'ami de Fidel Castro qu'il a rencontré en 1992. Il a déclaré en 2010 : « Fidel Castro, c’est cinquante ans d’intelligence politique ». En 1996, il a investi dans une compagnie d'exploitation pétrolière à Cuba, sur les conseils d'un ami commun, Gérard Bourgoin, sans succès.

### Tchétchénie
En octobre 2012, il se rend à la soirée d'anniversaire de Ramzan Kadyrov, président de la Tchétchénie, accusé de nombreuses violations des droits de l'homme,, et auquel, pour l'occasion, il apporte publiquement son soutien. Deux mois plus tard, il enregistre un duo musical avec Gulnara Karimova, fille aînée d'Islom Karimov, président de l'Ouzbékistan, lui aussi accusé par l'Occident de malmener les droits de l'homme dans son pays. En février 2013, Ramzan Kadyrov offre à l'acteur un appartement de cinq pièces situé dans un gratte-ciel nouvellement construit à Grozny.

### Exil fiscal en Belgique
Fin 2012, il acquiert une propriété à Néchin en Belgique, et une polémique éclate à propos de son exil fiscal. Le Premier ministre français, Jean-Marc Ayrault, qui défend la politique fiscale de son gouvernement, déclare que le départ de l'acteur pour la Belgique est « assez minable »,. Quelques jours plus tard, Gérard Depardieu annonce dans une lettre ouverte au Premier ministre renoncer au bénéfice de son passeport français et de sa sécurité sociale en France. Il s'ensuit une polémique à laquelle participent des acteurs célèbres (comme Gérard Lanvin), le plus souvent pour défendre Gérard Depardieu contre les attaques qu'il subit[réf. à confirmer]. Par contre, Philippe Torreton écrit le 17 décembre 2012 une tribune très virulente dans Libération pour critiquer cet exil fiscal. La tribune ne reçoit que peu de soutien du monde artistique, qui se retourne plutôt contre son auteur. Ce dernier évoque même en 2024 un véritable boycott de l'univers du cinéma pendant plusieurs années à la suite de cette tribune. En février 2025, Médiapart révèle que Gérard Depardieu est visé depuis février 2024 par une enquête préliminaire pour fraude fiscale aggravée et blanchiment de celle-ci,. Des perquisitions et auditions se déroulent en France et en Belgique dans ce cadre, la justice française le soupçonnant d'avoir menti au fisc à propos de ses lieux de résidence, et de s’être domicilié fictivement en Belgique à partir de 2013 pour échapper à l’impôt en France, ce que son avocat dément.

### Russie

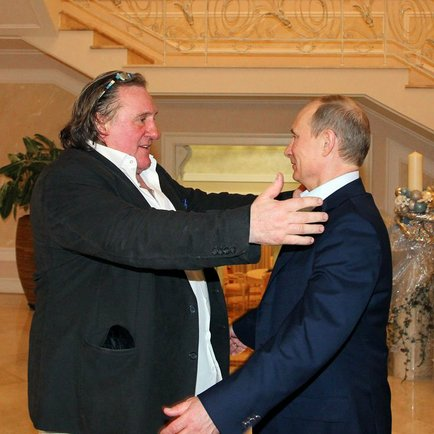
Gérard Depardieu et Vladimir Poutine, à Sotchi (Russie), 6 janvier 2013.

Le 3 janvier 2013, Vladimir Poutine, président de la fédération de Russie, lui accorde la citoyenneté russe par oukase, officiellement obtenue grâce à son rôle de Raspoutine dans un téléfilm de Josée Dayan, et après qu'il en ait fait la demande par lettre, dans laquelle il déclare aimer Poutine et adorer « la Russie, ses hommes, son histoire, ses écrivains »,. Trois jours plus tard, le président de Mordovie, Vladimir Volkov, lui offre un appartement, ou un endroit pour se faire construire une maison au milieu d'une forêt et près d'une rivière, et lui propose même le poste vacant de ministre de la Culture au sein de cette république russe. Début janvier 2013, l'acteur effectue un court séjour à Sotchi (ville désignée pour recevoir les Jeux olympiques d'hiver de 2014), où il rencontre Vladimir Poutine qui lui remet son nouveau passeport russe, puis à Saransk, où il fête le Noël orthodoxe en étant « accueilli comme un héros », selon une journaliste de Rossiya 24. Il accepte d'être l'ambassadeur de la Mordovie auprès de la FIFA dans le cadre de l'organisation du Mondial 2018 par la Russie. « La popularité de Gérard Depardieu là-bas est réelle et immense », affirme dans le même temps Joël Chapron, coordinateur général du festival Le cinéma français aujourd'hui en Russie, organisé par Unifrance Films International chaque année depuis 2000.
Le 23 février 2013, Jour du défenseur de la patrie, Gérard Depardieu reçoit des mains du président de la Mordovie, Vladimir Volkov, la propiska qui établit officiellement sa domiciliation, sise rue de la Démocratie, et lui permet de travailler, d'avoir accès aux services sociaux de la république, et d'en être contribuable.
Le mardi 1er mars 2022, par le biais d'une déclaration AFP, l'acteur franco-russe révèle sa position concernant l'invasion de l'Ukraine par les armées de la fédération de Russie. Il déclare : « La Russie et l'Ukraine ont toujours été des pays frères. Je suis contre cette guerre fratricide. Je dis : « Arrêtez les armes et négociez ! » Quelques jours plus tôt, dans un entretien à L'Obs, l'acteur révèle qu'il a obtenu la « citoyenneté dubaïote », sans toutefois préciser à quelle date. Le 31 mars 2022, il déclare : « Le peuple russe n’est pas responsable des folles dérives inacceptables de leurs dirigeants comme Vladimir Poutine ». Le député russe Soultan Khamzaev a demandé qu'on lui retire la nationalité russe et que ses biens immobiliers soient transférés à des associations caritatives.

### Ouzbékistan
En novembre 2019, il est nommé ambassadeur du tourisme pour l'Ouzbékistan en France.

## Affaires judiciaires

### Accusations de violences sexuelles
En août 2018, Gérard Depardieu est accusé de viol et de harcèlement sexuel, par la comédienne Charlotte Arnould quand elle avait 22 ans. En décembre 2020, l'acteur est mis en examen pour « viols » et « agressions sexuelles »,. En août 2024, le parquet de Paris demande un procès devant la cour criminelle départementale pour viols et agressions sexuelles sur Charlotte Arnould.
En avril 2023, la journaliste Marine Turchi publie dans Mediapart les récits de 13 femmes accusant Gérard Depardieu de violences sexuelles lors des tournages de onze films entre 2004 et 2022. Parmi ces 13 femmes, on retrouve notamment l’actrice Sarah Brooks accusant l’acteur de lui avoir mis la main dans sa culotte sur le tournage de la série télévisée Marseille, mais elle ne portera pas plainte de peur de ne pas être prise au sérieux. Trois de ces femmes apportent leurs témoignages à la justice en soutien à Charlotte Arnould. Gérard Depardieu conteste les accusations,.
En juillet 2023, une autre femme dénonce auprès de France Inter une agression sexuelle sur un tournage en 2015.
Le 10 septembre 2023, l'actrice Hélène Darras dépose une plainte pour agression sexuelle contre Gérard Depardieu. Elle l'accuse de l'avoir « pelotée » en 2007 sur le tournage du film Disco de Fabien Onteniente. Le parquet de Paris a indiqué à l'AFP que du fait que la plainte porte a priori sur des faits prescrits, elle est en « cours d'analyse » pour en déterminer l'orientation : classement ou lancement d'investigations,. Le 22 janvier 2024, l'affaire est classée sans suite par le parquet de Paris, les faits étant prescrits.
En décembre 2023, Ruth Baza, journaliste et écrivaine espagnole, porte plainte contre Depardieu pour un viol commis en 1995 à Paris. Cependant, les faits sont prescrits.
L'acteur fait l'objet d'une quatrième plainte en janvier 2024, une plaignante l'accusant de propos obscènes et d'attouchements lors du tournage du film Le Magicien et les Siamois réalisé en 2014 par Jean-Pierre Mocky. Les faits sont en théorie prescrits. Une nouvelle plainte pour agression sexuelle est déposée le 23 février 2024 pour des faits non prescrits qui se seraient déroulés en 2021 sur le tournage du film Les Volets verts, réalisé par Jean Becker.

#### Condamnation pour agressions sexuelles
En avril 2024, l’acteur est placé en garde à vue dans un commissariat de Paris dans le cadre de deux plaintes pour agressions sexuelles,. Il est jugé en mars 2025, le parquet requiert contre lui dix-huit mois de prison avec sursis et une amende de 20 000 €,. En mai 2025, il est condamné pour agressions sexuelles à 18 mois de prison avec sursis, une peine d’inéligibilité de deux ans et son inscription au fichier des auteurs d’infractions sexuelles. Son avocat Me Assous annonce vouloir interjeter appel de la décision judiciaire.

## Filmographie

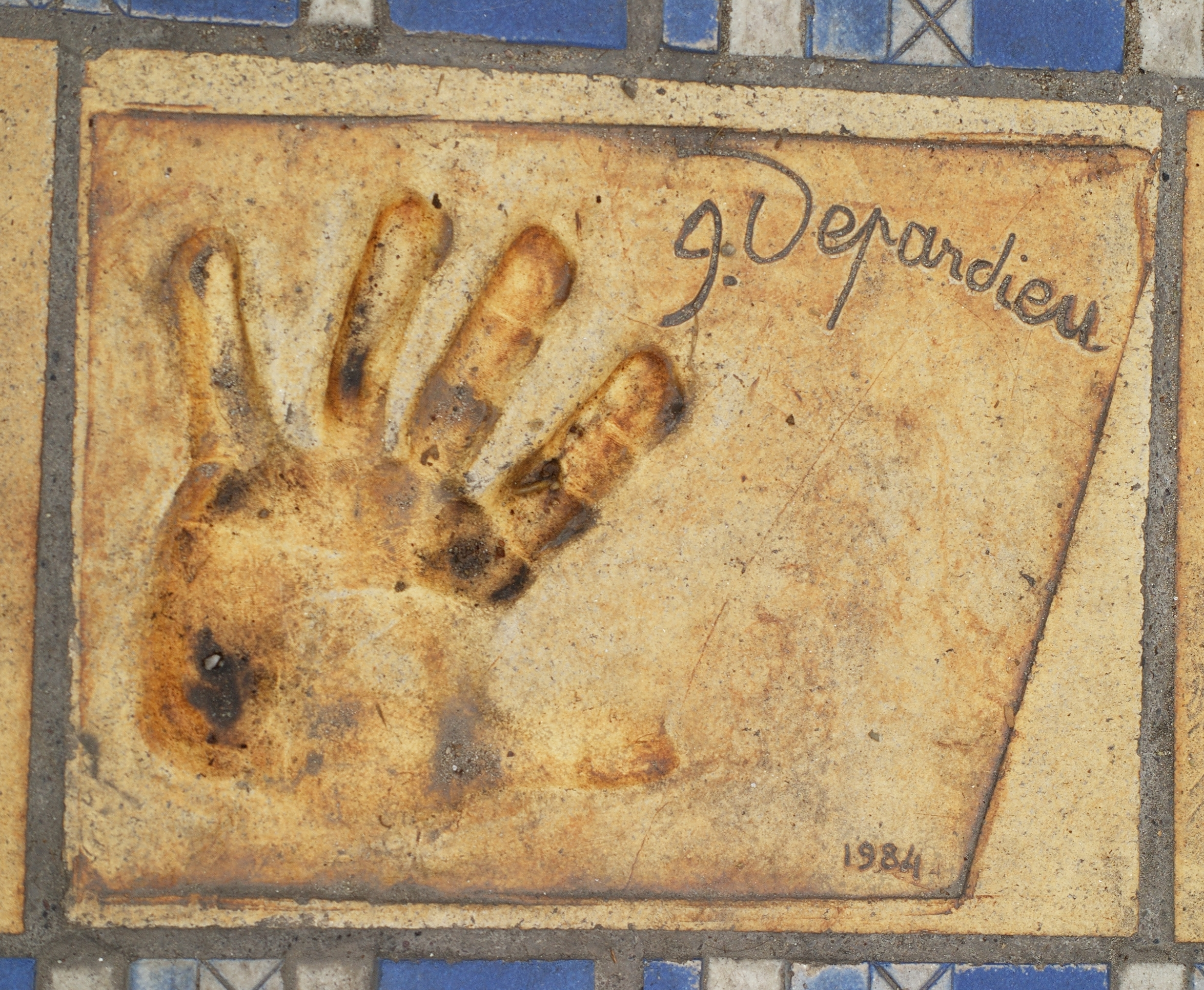
Empreinte et autographe de Gérard Depardieu devant le Palais des festivals et des congrès à Cannes.

Gérard Depardieu fait partie des acteurs français ayant attiré le plus grand nombre de spectateurs dans les salles de cinéma. Il est d'ailleurs le second de sa profession ayant cumulé le plus d'entrées dans une carrière (derrière Louis de Funès). Très prolifique, il a donné la réplique à plusieurs centaines d'acteurs et été dirigé par plus de cent cinquante réalisateurs dont de grands noms du cinéma : Jean-Luc Godard, François Truffaut, Maurice Pialat, Alain Resnais, Claude Chabrol, Jean-Paul Rappeneau, Ridley Scott ou encore Bernardo Bertolucci. La filmographie de Depardieu est aussi impressionnante par son éclectisme car elle aborde tous les genres, du comique au drame en passant par le film historique ou l'adaptation d'une œuvre littéraire. Depardieu a ainsi joué des rôles de voyou, de commissaire de police, de professeur, d’ouvrier, de chef d’entreprise, d’homme politique, et a incarné Danton, Staline, Balzac, Alexandre Dumas, Rodin, Cyrano de Bergerac, Jean Valjean, Edmond Dantès, Christophe Colomb, Maigret ou encore Obélix. Il est ainsi devenu en près de cinquante ans, l'un des plus importants acteurs de l'histoire du cinéma français, avec plus de 200 films à son actif.

## Théâtre
- 1967 : Boudu sauvé des eaux de René Fauchois, mise en scène Jean-Laurent Cochet, théâtre des Capucines
- 1969 : Les Garçons de la bande de Mart Crowley, mise en scène Jean-Laurent Cochet, théâtre Édouard VII
- 1970 : Une fille dans ma soupe de Terence Frisby, mise en scène Raymond Rouleau, théâtre de la Madeleine
- 1971 : Clair-obscur d'Israël Horovitz, mise en scène Laurent Wesman, théâtre de la Gaîté-Montparnasse, théâtre du Lucernaire
- 1971 : Galapagos de Jean Chatenet, mise en scène Bernard Blier, théâtre de la Madeleine
- 1972 : Sauvés d'Edward Bond, mise en scène Claude Régy, TNP, théâtre national de Chaillot
- 1972 : Home de David Storey, mise en scène Claude Régy, Espace Pierre Cardin
- 1973 : Isma de Nathalie Sarraute, mise en scène Claude Régy, Espace Pierre Cardin
- 1973 : Isaac de Michel Puig, mise en scène Claude Régy, Espace Pierre Cardin
- 1974 : La Chevauchée sur le lac de Constance de Peter Handke, mise en scène Claude Régy, Espace Pierre Cardin
- 1977 : Les gens déraisonnables sont en voie de disparition de Peter Handke, mise en scène Claude Régy, théâtre des Amandiers
- 1984 : Tartuffe de Molière, mise en scène Jacques Lassalle, théâtre national de Strasbourg
- 1986 : Lily Passion de et avec Barbara, mise en scène Pierre Strosser au Zénith
- 1999 : Les Portes du ciel de Jacques Attali, mise en scène Stéphane Hillel, théâtre de Paris (thème : la fin de Charles Quint)
- 2004 : La Bête dans la jungle de James Lord, d’après une nouvelle d'Henry James, mise en scène Jacques Lassalle, avec Fanny Ardant, théâtre de la Madeleine
- 2014 : Love Letters d'A. R. Gurney, mise en scène Benoît Lavigne, avec Anouk Aimée, théâtre Antoine
- 2015 : The Ingrid Bergman Tribute d'Isabella Rossellini, avec Fanny Ardant, théâtre du Châtelet
- 2015 : La Musica deuxième de Marguerite Duras, avec Fanny Ardant, théâtre de l'Estrade de Moscou

## Discographie
- 1980 : OK Cafard (Je suis noir), paroles Élisabeth Depardieu
- 1980 : Ils ont dit moteur…, paroles et musique Élisabeth Depardieu et Jean-Claude Mejstelman
- 1986 : Lily passion, avec Barbara (chant et voix)
- 1992 : I'll Strangle You d'Hector Zazou, collectif (voix parlée)
- 1997 : Un piccolo aiuto avec Zucchero sur l'album The Best of: Greatest Hits
- 1997 : L'Histoire du soldat d'Igor Stravinsky, collectif (voix parlée)
- 2005 : Háry János de Zoltán Kodály, collectif (voix parlée)[217]
- 2005 : La Bête dans la jungle d'Henry James, adaptation de Marguerite Duras, avec Fanny Ardant, Éditions des femmes (voix parlée)
- 2006 : Quand j'étais chanteur, bande originale du film de Xavier Giannoli (collectif, chant)
- 2009 : Sex Shop - Je vous aime, bande originale des films de Claude Berri, collectif
- 2009 : Rendez vous in Paris avec Jasmine Roy (chant)
- 2010 : Œdipus rex d'Igor Stravinsky, collectif (voix parlée)
- 2010 : Lélio ou le Retour à la vie d'Hector Berlioz (narrateur, voix parlée), Chicago Symphony Orchestra and Chorus sous la direction de Riccardo Muti, enregistré sur le vif à Chicago en septembre 2020 (CD CSO Resound, 2015).
- 2012 : Nebo moltchit (Небо молчит ; « Le ciel se tait » en russe) avec Gulnara Karimova (voix parlée)
- 2017 : Depardieu chante Barbara
- 2019 : Blond de Phillipe Katerine

## Publications
- Lettres volées, Lattès, Paris, 1988,  (ISBN 978-2709607438)
- Vivant ! Entretiens avec Laurent Neumann, Plon, 2004,  (ISBN 978-2290347430)
- Ma cuisine, France Loisirs, 2005,  (ISBN 978-2-263-03868-6)
- Depardieu grandeur nature, Richard Melloul, Flammarion, 2009,  (ISBN 978-2081228245)
- Gérard Depardieu une vie libre, Elsa Zimmerman, City Editions, 2013,  (ISBN 978-2824603018)
- Ça s'est fait comme ça, avec la collaboration de Lionel Duroy, XO Éditions, 2014,  (ISBN 978-2845637320); Le Livre de Poche, 2016,  (ISBN 978-2-253-18583-3)
- Innocent, Cherche-Midi, 2015,  (ISBN 978-2-7491-4889-2)
- Monstre, Le Cherche Midi, 2017.
- Ailleurs, 2020.

## Box-office
Très actif durant cinq décennies, ayant joué avec de fameux interprètes et pour nombre de réalisateurs réputés, Gérard Depardieu a tourné dans de nombreux films ayant attiré des millions de spectateurs.
Notons cependant qu'il n'a qu'un rôle secondaire dans certains de ces films. Parmi sa filmographie, on dénombre :
- 62 films de plus de 1 million d'entrées ;
- 39 films de plus de 2 millions d'entrées ;
- 20 films de plus de 3 millions d'entrées ;
- 13 films de plus de 4 millions d'entrées ;
- 10 films de plus de 5 millions d'entrées ;
- 6 films de plus de 6 millions d'entrées ;
- 4 films de plus de 7 millions d'entrées ;
- 2 films de plus de 8 millions d'entrées ;
- 1 film de plus de 9 millions d'entrées ;
- 1 film de plus de 10 millions d'entrées.

| Rang | Titre                                        | Réalisateur                           | Année | Entrées    |
| ---- | -------------------------------------------- | ------------------------------------- | ----- | ---------- |
| 1    | Astérix et Obélix : Mission Cléopâtre        | Alain Chabat                          | 2002  | 14 559 509 |
| 2    | Astérix et Obélix contre César               | Claude Zidi                           | 1999  | 8 948 624  |
| 3    | Jean de Florette                             | Claude Berri                          | 1986  | 7 223 781  |
| 4    | La Chèvre                                    | Francis Veber                         | 1981  | 7 080 137  |
| 5    | Astérix aux Jeux olympiques                  | Frédéric Forestier et Thomas Langmann | 2008  | 6 817 803  |
| 6    | Germinal                                     | Claude Berri                          | 1993  | 6 161 776  |
| 7    | Les Anges gardiens                           | Jean-Marie Poiré                      | 1995  | 5 735 594  |
| 8    | Les Valseuses                                | Bertrand Blier                        | 1974  | 5 726 125  |
| 9    | Le Placard                                   | Francis Veber                         | 2001  | 5 317 828  |
| 10   | La Môme                                      | Olivier Dahan                         | 2007  | 5 242 769  |
| 11   | Les Compères                                 | Francis Veber                         | 1983  | 4 847 229  |
| 12   | Cyrano de Bergerac                           | Jean-Paul Rappeneau                   | 1990  | 4 734 235  |
| 13   | Les Fugitifs                                 | Francis Veber                         | 1986  | 4 496 827  |
| 14   | Astérix et Obélix : Au service de Sa Majesté | Laurent Tirard                        | 2012  | 3 820 404  |
| 15   | Inspecteur la Bavure                         | Claude Zidi                           | 1980  | 3 697 576  |
| 16   | Le Dernier Métro                             | François Truffaut                     | 1980  | 3 391 145  |
| 17   | Tenue de soirée                              | Bertrand Blier                        | 1986  | 3 144 799  |
| 18   | Tais-toi !                                   | Francis Veber                         | 2003  | 3 139 104  |
| 19   | 1492 : Christophe Colomb                     | Ridley Scott                          | 1992  | 3 082 110  |
| 20   | Coco                                         | Gad Elmaleh                           | 2009  | 3 008 677  |

## Distinctions

### Décorations

#### Actuelles
- Chevalier de la Légion d'honneur (sur le portefeuille du ministère de la Culture, 1996)[219].
- Chevalier de l'ordre national du Mérite (sur le portefeuille du ministère de la Culture, 1985)[220].

#### Ancienne
- Chevalier de l'Ordre national du Québec en 2002, il est radié de l'ordre en décembre 2023, car il est impliqué dans des scandales sexuels[221] ; cette radiation est une première dans l’histoire de l’Ordre national du Québec[222].

### Honneurs

#### Actuels
- 2010 : l'astéroïde (19999) Depardieu est nommé en son honneur et en celui de son fils Guillaume[223].
- 2013 : médaille des St. Georgs Ordens (de), auszeichnung für den Frieden und den Dialog zwischen den Völkern (médaille honorifique de l'opéra Semperoper de Dresde, distinction décernée pour la paix et le dialogue entre les peuples)[224],[225].

#### Anciens
- 1981 : la statue de cire de Gérard Depardieu est inaugurée au musée Grévin en présence de l'acteur — cette statue est retirée du parcours de visite en décembre 2023[226].
- 2013 : citoyen d'honneur de la commune d'Estaimpuis[227] — ce titre lui est retiré en décembre 2023[228].
- 2018 : médaille de reconnaissance de la Ville de Bruxelles — qui lui est retirée en décembre 2023[229].

## Récompenses et nominations
| Pays        | Récompense                       | Catégorie                                            | Année | Film                       | Statut     |
| ----------- | -------------------------------- | ---------------------------------------------------- | ----- | -------------------------- | ---------- |
| France      | César                            | Meilleur acteur                                      | 1976  | Sept morts sur ordonnance  | Nomination |
| France      | César                            | Meilleur acteur                                      | 1977  | La Dernière Femme          | Nomination |
| France      | César                            | Meilleur acteur                                      | 1978  | Dites-lui que je l'aime    | Nomination |
| France      | César                            | Meilleur acteur                                      | 1979  | Le Sucre                   | Nomination |
| France      | César                            | Meilleur acteur                                      | 1981  | Le Dernier Métro           | Lauréat    |
| France      | César                            | Meilleur acteur                                      | 1983  | Danton                     | Nomination |
| France      | César                            | Meilleur acteur                                      | 1984  | Les Compères               | Nomination |
| France      | César                            | Meilleur acteur                                      | 1985  | Fort Saganne               | Nomination |
| France      | César                            | Meilleur acteur                                      | 1986  | Police                     | Nomination |
| France      | César                            | Meilleur acteur                                      | 1988  | Sous le soleil de Satan    | Nomination |
| France      | César                            | Meilleur acteur                                      | 1989  | Camille Claudel            | Nomination |
| France      | César                            | Meilleur acteur                                      | 1990  | Trop belle pour toi        | Nomination |
| France      | César                            | Meilleur acteur                                      | 1991  | Cyrano de Bergerac         | Lauréat    |
| France      | César                            | Meilleur acteur                                      | 1995  | Le Colonel Chabert         | Nomination |
| France      | César                            | Meilleur acteur                                      | 2007  | Quand j'étais chanteur     | Nomination |
| France      | César                            | Meilleur acteur                                      | 2010  | Mammuth                    | Nomination |
| France      | César                            | Meilleur acteur                                      | 2016  | Valley of Love             | Nomination |
| France      | Festival de Cannes               | Prix d'interprétation masculine                      | 1990  | Cyrano de Bergerac         | Lauréat    |
| France      | Prix Lumières                    | Meilleur acteur                                      | 2007  | Quand j'étais chanteur     | Lauréat    |
| France      | Prix Lumières                    | Pour l'ensemble de sa carrière                       | 2011  |                            | Lauréat    |
| France      | Prix Lumières                    | Meilleur acteur                                      | 2016  | Valley of Love             | Nomination |
| France      | Prix Lumières                    | Meilleur acteur                                      | 2017  | The End                    | Nomination |
| France      | CinéRoman                        | Prix Spécial                                         | 2021  |                            | Lauréat    |
| États-Unis  | Oscars                           | Meilleur acteur                                      | 1991  | Cyrano de Bergerac         | Nomination |
| États-Unis  | Golden Globes                    | Meilleur acteur - Film musical ou comédie            | 1991  | Green Card                 | Lauréat    |
| États-Unis  | National Society of Film Critics | Meilleur acteur                                      | 1977  | La Dernière Femme          | Nomination |
| États-Unis  | National Society of Film Critics | Meilleur acteur                                      | 1984  | Danton                     | Lauréat    |
| États-Unis  | National Society of Film Critics | Meilleur acteur                                      | 1984  | Le Retour de Martin Guerre | Lauréat    |
| États-Unis  | Aphrodite Film Awards            | Meilleur acteur (prix de l'édition de janvier)       | 2019  | Creators: The Past         | Lauréat    |
| Europe      | Prix du cinéma européen          | Meilleur acteur                                      | 1990  | Cyrano de Bergerac         | Nomination |
| Royaume-Uni | BAFTA                            | Meilleur acteur                                      | 1988  | Jean de Florette           | Nomination |
| Royaume-Uni | BAFTA                            | Meilleur acteur                                      | 1992  | Cyrano de Bergerac         | Nomination |
| Italie      | David di Donatello               | Meilleur acteur étranger                             | 1980  | Mon oncle d'Amérique       | Nomination |
| Italie      | David di Donatello               | Meilleur acteur étranger                             | 1983  | Danton                     | Nomination |
| Italie      | Festival de Venise               | Coupe Volpi de la meilleure interprétation masculine | 1985  | Police                     | Lauréat    |
| Italie      | Festival de Venise               | Lion d'or pour la carrière                           | 1997  |                            | Lauréat    |
| Égypte      | Festival du film d'El Gouna      | «étoile d’or» pour l'ensemble de sa carrière         | 2020  |                            | Lauréat    |

### Documentaires
- Gérard Miller et Anaïs Feuillette, « Gérard Depardieu, l'homme dont le père ne parlait pas », diffusé sur France 3 le lundi 23 mars 2015.
- Richard Melloul, « Gérard Depardieu, grandeur nature », diffusé sur France 5 et au Festival de Cannes, le lundi 21 mai 2015.

### BD
- Mathieu Sapin, Gérard, cinq années dans les pattes de Depardieu, Paris, Dargaud, 2017, 160 p. (ISBN 978-2-205-07604-2)